# Куліш Юрій Петрович
Юрій Петрович Куліш (нар. 22 серпня 1963, Дніпропетровськ, УРСР) — радянський та український футболіст і тренер, захисник та півзахисник. Майстер спорту СРСР (1988).

## Кар'єра гравця
Вихованець дніпропетровської школи «Дніпро-75». На початку кар'єри грав за клуби першої та другої ліги чемпіонату СРСР «Дніпро» (Черкаси), «Меліоратор» (Кизилорда), «Динамо» (Кіров), «Сокіл» (Саратов), «Ротор» (Волгоград). З «Ротором» в сезоні 1988 року завоював срібні медалі першої ліги, а з ними право підвищитися в класі. Після успішного сезону тренер волгоградцев Віктор Прокопенко повернувся в рідний йому одеський «Чорноморець». Разом з ним пішов і Юрій Куліш. У складі «моряків» Юрій дебютував у вищій лізі чемпіонату СРСР.
У тому ж сезоні перейшов до дніпропетровського «Дніпра». У складі «дніпрян» брав участь у матчах розіграшу Кубка чемпіонів 1989/90. Володар Кубка Федерації (1989 — з «Дніпром», 1990 — з «Чорноморцем»).
Не зумівши закріпитися в основі дніпропетровців, Юрій повертається до Одеси. Бере участь у матчах розіграшу Кубка УЄФА 1990/91.
1991 року по ходу сезону переходить в «Тилігул». Допомагає тираспільцям завоювати путівку у вищу лігу, якої через розпад СРСР молдовському клубу скористатися не вдалося.
З 1992 року грав у незалежних чемпіонатах України, Росії, Молдови й Білорусі. У другому колі чемпіонату Росії 1996 року грав у новотроїцькій «Ності», а в першій половині сезону 1997 року — в димитровградскій «Ладі». Покинувши «Ладу» влітку 1997 року повернувся в Україну. Спроба влаштуватися в одній з українських команд виявилася невдалою так як минули всі терміни дозаявочной кампанії. В цей час надійшла пропозиція від українського тренера Володимира Нечаєва, який прийняв білоруський «Трансмаш» (Могильов). Куліш відповів згодою й відправився в Білорусь. «Трансмаш» став останнім професіональним клубом у кар'єрі Куліша.
У період з 1998 по 2000 роки грав в аматорських клубах Одеси і області. Чемпіон України серед ветеранів 1998 року в складі «Рішельє».
У кінці 1995 року грав у футзал у складі вищолігового одеського «Локомотива».

## Тренерська кар'єра
2000 року деякий час працював селекціонером «Чорноморця». Продовжив кар'єру селекціонера в тираспольському «Шерифі». Тренував «Конструкторул» (Чобручі).
2003 року Кулішу довірили «Шериф-2». Під керівництвом українця команда в першому колі дивізіону «А» чемпіонату Молдови не програла жодного з 15-ти матчів. Завдяки цьому успіху тренера запросили в «Тирасполь». Сезон 2004/05 приніс команді четверте місце в національному чемпіонаті. У 2006 році тираспільці завоювали «бронзу». Влітку того ж року команда Куліша пройшла два раунди Кубка Інтертото, вибивши азербайджанський «МКТ-Араз» і польський «Лех». У третьому колі «Тирасполь» у впертій боротьбі поступився команді «Рід» (Австрія). Це був найбільш вдалий єврокубковий сезон молдовського клубу. За підсумками 2006 року Юрій Куліш був визнаний найкращим тренером Молдови.
У грудні 2006 року Куліш став старшим тренером команди «Динамо» (Мінськ). Під керівництвом дуету Качуро — Куліш «динамівці» провели весь підготовчий цикл до сезону 2007 років, однак буквально за декілька днів до старту чемпіонату Білорусі вони змушені були скласти з себе свої повноваження.
Юрій Петрович повернувся до тренерського штабу «Шерифа». У цей період у команді працював також Леонід Кучук. Після відходу цього білоруського фахівця з молдовської команди, Юрій Куліш переїхав разом з ним спочатку в київський «Арсенал», потім у «Кубань», а пізніше в московський «Локомотив».

## Досягнення

### Як гравця
- Вища ліга чемпіонату СРСР
  -  Срібний призер (1): 1989

- Кубок СРСР
  -  Фіналіст (1): 1989

- Кубок Федерації футболу СРСР
  -  Фіналіст (2): 1989, 1990

### Як тренера
- Національний дивізіон Молдови
  -  Бронзовий призер (1): 2005/06

### Відзнаки
- Майстер спорту СРСР (1988)